# Catena di custodia
Il termine catena di custodia (in inglese chain of custody) si riferisce alla documentazione cronologica o alla traccia cartacea che mostra il sequestro, la custodia, il controllo, il trasferimento, l'analisi e la disposizione di elementi di prova, fisica o elettronica.
Particolarmente importante in materia penale, il concetto si applica anche nel contenzioso civile e, talvolta, più in generale:
- in fase di test della droga degli atleti
- la tracciabilità di prodotti alimentari
- garantire che i prodotti in legno provengano da foreste gestite in modo sostenibile.